# Institute of Physics

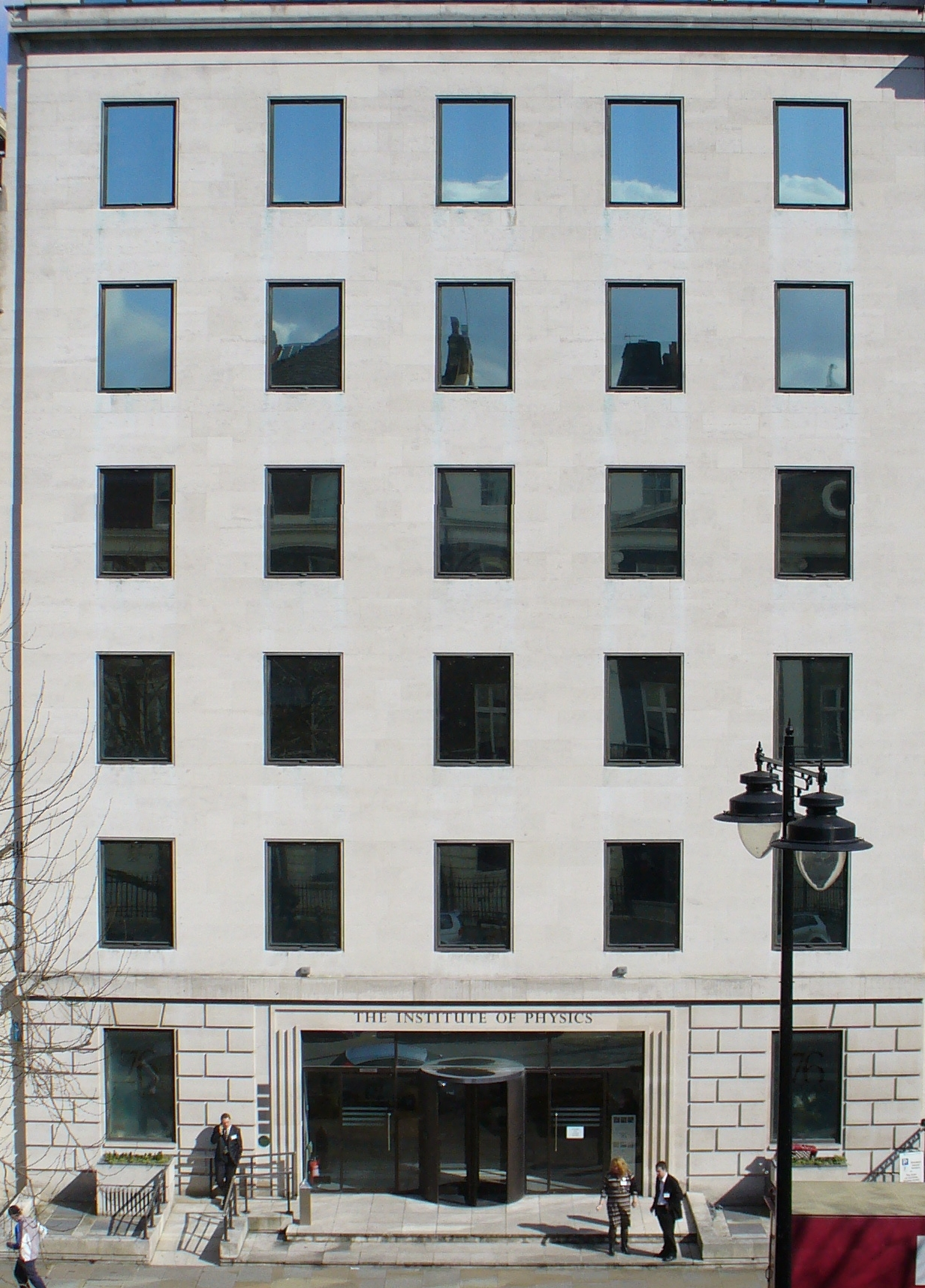
O edifício principal em Portland Place

O Instituto de Física (em inglês:  Institute of Physics - IOP) é a principal associação dos profissionais de física do Reino Unido e Irlanda.
Foi fundado em 1874 como Physical Society of London e tem 34 mil associados. O IOP iniciou a página Physics.org, de grande significação para físicos.
Physics World é a publicação do IOP destinada a seus membros. Juntamente com a Deutsche Physikalische Gesellschaft (DPG) o IOP concede anualmente o Prêmio Max Born. A Medalha Dirac é concedida anualmente como grande distinção em física teórica. O Instituto concede também a Medalha Isaac Newton, a Medalha Mott, a Medalha Maxwell, a Medalha e Prêmio Faraday, a Medalha Glazebrook, o Prêmio Kelvin e a Medalha Swan.